# Holtålen
Holtålen è un comune norvegese della contea di Trøndelag.